# Cơm rượu
 (décembre 2015).
Le cơm rượu (prononciation vietnamienne : [kəːm ʐɨə̌ˀw]) aussi connu sous le nom rượu nếp cái est un dessert traditionnel du sud du Vietnam et fait à partir de riz gluant.
Pour préparer du cơm rượu, le riz gluant est cuit, mélangé avec de la levure et roulé en petites boules. Ces boules sont servies avec un liquide laiteux, légèrement alcoolisé qui est principalement une forme d'alcool de riz et qui contient aussi de petites quantités de sucre et de sel. Ce dessert est mangé à la cuillère.
Dans le nord du Vietnam, un dessert analogue qui est plus épais, sans liquide, et qui n'a pas la forme de boules, est appelé rượu nếp.
Dans la cuisine chinoise, un plat très proche, souvent parfumé avec de l'osmanthus, est appelé jiǔniàng (酒酿) ou guìhuā jiǔniàng (桂花酒酿).